# Alberto Iturbe
Alberto José Iturbe (Buenos Aires, 28 de mayo de 1913 - íd., 12 de octubre de 1981) fue un ingeniero y político argentino que ejerció como Gobernador de la Provincia de Jujuy entre 1946 y 1952.

## Biografía
Pertenecía a una familia originaria de la Provincia de Jujuy, aunque nació en la Capital Federal. Era hijo de Miguel Iturbe, un ingeniero que había llevado el ferrocarril hasta esa provincia. Estudió en una escuela católica porteña y se recibió de ingeniero civil en 1938 en la Universidad de Buenos Aires.
Trabajó durante dos años en la Dirección de Navegación y Puertos de la Nación, en la Dirección de Estudios y Obras del Riachuelo y en la Dirección Nacional de Irrigación.
Instalado en Jujuy, fue director general de Obras Públicas de la Provincia de la Provincia de Jujuy durante un breve lapso en el año 1940, y luego Ingeniero Jefe de la Dirección de Vialidad provincial. Fue nombrado en octubre de 1943 Director de Obras públicas por el gobierno surgido de la  Revolución del 43, período durante el cual inició una política activa de construcción de viviendas; entre otras obras, se inició la construcción de los dos primeros "barrios obreros" de la provincia: Los Naranjos y 4 de junio, ambos en San Salvador de Jujuy. Simpatizó con el coronel Juan Domingo Perón desde el inicio de su figuración pública. Apoyó la formación del que después sería el Partido Justicialista, y fue candidato a la gobernación de su provincia de adopción.
Tras la victoria electoral, asumió el gobierno provincial el 18 de mayo de 1946, acompañado como vicegobernador por Juan José Castro. Llama la atención que la fecha de asunción no coincidió con la del presidente Perón, sino que se adelantó dos semanas. Las elecciones de febrero de 1946 le otorgaron un triunfo arrollador, logrado captar en conjunto casi el 70% de los votos.
En esta nueva etapa, el Estado jujeño impulsó la minería: en 1945 se había obtenido la primera colada de hierro en los Altos Hornos Zapla. También se fomentó la actividad tabacalera y se amplió notablemente la red caminera provincial. San Salvador de Jujuy adquirió nuevas formas, con edificios como el de la Caja de Jubilaciones, y nuevos barrios, como Los Naranjos o el barrio 4 de junio (actual Almirante Brown). Entre las obras públicas se destacó la construcción de escuelas, tanto en áreas rurales como urbanas, donde funcionaban comedores y se otorgaban becas a los alumnos de escasos recursos.
Durante su gobierno llevó adelante gran cantidad de obras públicas, especialmente en cuanto a viviendas, hospitales, rutas y escuelas. También obligó a las grandes empresas, especialmente a las industriales, a dotar de viviendas dignas a sus obreros. También provincializó el Hotel Termas de Reyes, dedicándolo a la recuperación de niños enfermos de bajos recursos, y lo donó posteriormente a la Fundación Eva Perón. Llevó adelante el Plan Cuadrienal de Obras Públicas, que prestó atención a las endebles áreas de salud y educación en toda la provincia, principalmente en las regiones de Quebrada y Puna, hizo especial hincapié en las obras de urbanización (ampliación de agua potable, de desagües, pavimentación, etc.) y en las construcciones de distintos edificios y locales públicos. El de Iturbe fue un gobierno tranquilo y estable. Por otro lado, durante su gobierno ocurrió una transformación sustancial en el perfil productivo de la provincia, con la incorporación de la producción de acero en los Altos Hornos Zapla.
La sanción de la reforma de la Constitución Nacional del año 1949, que incluía la disposición de que los cargos ejecutivos nacionales y provinciales debían ser renovados simultáneamente, se decidió prorrogar el mandato — por una disposición transitoria de la misma — de Iturbe hasta el 4 de junio de 1952, dos años, más las dos semanas que su asunción se había adelantado a la de Perón.
Fue elegido senador nacional por su provincia en 1952, y durante su mandato fue presidente de la Comisión de Obras Públicas y la comisión bicameral de Viviendas; también actuó durante un año como presidente provisional del Senado.
En junio de 1955 renunció a su banca para asumir como Ministro de Transportes, pero ejerció ese cargo durante apenas tres meses, ya que renunció al producirse el golpe de Estado autodenominado Revolución Libertadora en septiembre de ese mismo año.
Durante los años de proscripción del peronismo se exilió en Bolivia. A su regreso a Jujuy ejerció la dirigencia del partido prohibido, secundado activamente por el activo organizador que fue José Humberto Martiarena. 
En 1962 fue designado secretario general del Comando Superior Peronista.
Falleció en Buenos Aires en octubre de 1981.